# 皮索欽 (利波韋茨區)
49°6′20″N 29°1′9″E / 49.10556°N 29.01917°E
皮索欽（烏克蘭語：Пісочин），是烏克蘭的村落，位於該國西南部文尼察州，由文尼察區負責管轄，始建於1617年，面積1.09平方公里，海拔高度234米，2001年該村落人口129。